# Bakoa lucens
Bakoa lucens (Bogner) P.C. Boyce & S.Y. Wong – gatunek roślin zielnych, litofitów w lasach i reofitów w pobliżu strumieni i wodospadów, należący do monotypowego rodzaju Bakoa, z rodziny obrazkowatych, endemiczny dla wyspy Borneo. Gatunek ten został wyodrębniony w 2009 roku z rodzaju Piptospatha. Gatunek posiada synonimy nomenklaturowe Hottarum lucens Bogner (bazonim) i Piptospatha lucens (Bogner) Bogner & A. Hay. Nazwa naukowa rodzaju pochodzi od powstałego w 1957 r. parku narodowego Bako w Sarawaku.

## Morfologia
PokrójNiskie rośliny zielne o wysokości do 30 cm.
ŁodygaŁodyga skupiona, ze sztywnymi korzeniami o średnicy od 1 do 1,5 mm, ściśle przylegającymi do kamieni.
LiścieKilka lub wiele. Ogonki o długości do 10 cm, ukryte w pochwie u samej podstawy, wydłużone, u podstawy lekko spłaszczone, u szczytu bardzo wąskie trójkątne, lekko zwiotczałe. Blaszki liściowe bardzo wąskie, podłużno-eliptyczne, sztywne, o długości od 8 do 22 cm i szerokości od 1 do 3 cm, ostro zakończone. Ciemnozielone przy nasadzie, dalej jaśniejsze. Użyłkowanie wyraźne na brzegach, z 4-6 delikatnymi, ale odróżnialnymi, ciemniejszymi, żyłkami pierwszorzędowymi po każdej stronie. Żyłki drugorzędowe niewyraźne, zbiegające do żyłki brzegowej. Żyłki trzeciorzędowe tworzą niepozorne, regularne usiatkowanie.
KwiatyRoślina jednopienna, tworzy od 1 do 3 kwiatostanów z jednego pędu. Szypułka wzniesiona o długości od 4 do 8 cm. Pochwa, o długości od 3,5 do 5 cm, delikatnie odchylona w dół, całkowicie wygięta w czasie kwitnienia i owocowania, jajowato-lancetowata, silnie zwężona, ostro zakończona, w dolnej części zielona, dalej biała z zielonym szczytem. Kolba o długości od 2,5 do 5 cm, w ½ do ⅔ przyrośnięta do pochwy. Kwiaty żeńskie oddzielone są od kwiatów męskich prawie jednocentymetrowym paskiem prątniczek. Zalążnie kuliste, spłaszczone, delikatnie kanciaste, o średnicy od 1 do 1,5 mm, jasnozielone. Zalążki proste, długie, zwężające, umiejscowione u podstawy. Znamię słupka osadzone (sessile), węższe od zalążni, guziko-kształtne, brodawkowate, białawe. Pręciki stłoczone, ścięte, klepsydrowate do nieregularnie prostokątnych w widoku z góry, często nieregularnie rozszerzone po jednej ze stron. Pylniki otwierane przez wyraźne, szerokie, okrągłe pory. Wyrostek kolby pokryty jałowymi pręcikami.
OwoceSpłaszczone kuliste jagody o średnicy do 2,5 mm. Nasiona eliptyczne, o długości ok. 1,35 mm. Okienko zalążka tępe. Łupina lekko żebrowana.